# Nylandssjön (Nordingrå socken, Ångermanland)
Nylandssjön är en sjö i Kramfors kommun i Ångermanland och ingår i Nätraån-Ångermanälvens kustområde. Sjön har en area på 0,304 kvadratkilometer och ligger 36 meter över havet.

## Delavrinningsområde
Nylandssjön ingår i det delavrinningsområde (698589-163210) som SMHI kallar för Rinner mot Omnefjärden. Medelhöjden är 77 meter över havet och ytan är 53,62 kvadratkilometer. Det finns inga avrinningsområden uppströms utan avrinningsområdet är högsta punkten. Avrinningsområdets utflöde mynnar i havet, utan att ha någon enskild mynningsplats. Avrinningsområdet består mestadels av skog (77 procent). Avrinningsområdet har 1,31 kvadratkilometer vattenytor vilket ger det en sjöprocent på 2,5 procent. Bebyggelsen i området täcker en yta av 1,27 kvadratkilometer eller 2 procent av avrinningsområdet.